# 1818年条约
《1818年条约》，全称《关于渔业、边境和归还奴隶的协定》（英語：Convention respecting fisheries, boundary and the restoration of slaves），是美国和英国于1818年在伦敦签定的条约。该条约解决了两国之间的大部分边境争议，并允许两国联合控制俄勒冈乡村地区（英国称之为哥伦比亚地区）。该条约使英国失去了如今美国本土上的最后一片地区。

## 条约内容
- 保证美国在纽芬兰岛和拉布拉多地区捕鱼的权利。
- 英属北美和美国从明尼苏达至洛矶山以北纬49度为界[2]。
- 俄勒冈乡村地区由英国和美国联合控制十年。
- 肯定了英美1815年协定，并保证两国之间的商业贸易额外十年。
- 对于1812年战争所签定的根特条约所引起的分歧将参考美国的主张[2]。
- 该条约在签定后至多六个月即生效。